# Alin Firfirică
Alin Alexandru Firfirică (* 3. November 1995 in Suceava) ist ein rumänischer Leichtathlet, der sich auf den Diskuswurf spezialisiert hat.

## Sportliche Laufbahn
Erste internationale Erfahrungen sammelte Alin Firfirică bei den Junioreneuropameisterschaften 2013 in Rieti, bei denen er mit einer Weite von 48,62 m in der Qualifikation ausschied. Im Jahr darauf nahm er an den Juniorenweltmeisterschaften in Eugene im Kugelstoßen und im Diskuswurf teil, erreichte mit 17,55 m bzw. 58,23 m in beiden Bewerben aber nicht das Finale. 2015 siegte er bei den U23-Europameisterschaften in Neapel mit 60,64 m und zwei Jahre später gewann er bei den U23-Europameisterschaften in Bydgoszcz mit einem Wurf auf 60,17 m die Silbermedaille. Anschließend nahm er erstmals an der Sommer-Universiade in Taipeh teil und gewann auch dort mit 61,13 m die Silbermedaille, hinter dem US-Amerikaner Reginald Jagers. 2018 qualifizierte er sich erstmals für die Europameisterschaften in Berlin und gelangte dort auf Anhieb bis in das Finale, in dem er mit 63,73 m den siebten Platz belegte. Im Jahr darauf gewann er bei den Studentenweltspielen in Neapel mit 63,74 m die Silbermedaille hinter dem Australier Matthew Denny und wurde anschließend bei den Weltmeisterschaften in Doha mit 66,46 m im Finale Vierter. Daraufhin siegte er Ende Oktober bei den Militärweltspielen in Wuhan mit einer Weite von 63,88 m. 2020 siegte er mit 64,72 m bei den Balkan-Meisterschaften im heimischen Cluj-Napoca und im Jahr darauf nahm er an den Olympischen Spielen in Tokio teil, verpasste dort aber mit 61,90 m den Finaleinzug.
2022 siegte er mit 64,95 m bei den Balkan-Meisterschaften in Craiova und anschließend belegte er bei den Weltmeisterschaften in Eugene mit 65,57 m im Finale den siebten Platz. Im August gelangte er bei den Europameisterschaften in München mit 64,35 m ebenfalls auf Rang sieben. Im Jahr darauf wurde er bei der 2. Liga der Team-Europameisterschaft im Rahmen der Europaspiele in Chorzów mit 61,82 m Fünfter. Anschließend siegte er mit 64,39 m bei den Spielen der Frankophonie in Kinshasa, ehe er bei den Weltmeisterschaften in Budapest mit 61,03 m in der Qualifikationsrunde ausschied. 2024 siegte er mit 61,90 m bei den Balkan-Meisterschaften in Izmir. Kurz darauf verpasste er bei den Europameisterschaften in Rom mit 61,72 m den Finaleinzug, ehe er bei den Olympischen Sommerspielen in Paris mit 64,45 m im Finale auf den elften Platz gelangte. Im Jahr darauf wurde er bei der 2. Liga der Team-Europameisterschaft in Maribor mit 63,81 m Dritter hinter dem Slowenen Kristjan Čeh und Lukas Weißhaidinger aus Österreich. Anschließend siegte er mit 63,15 m bei den Balkan-Meisterschaften in Volos.
In den Jahren von 2015 bis 2024 wurde Firfirică jedes Jahr rumänischer Meister im Diskuswurf. Er ist Student an der Universität Suceava.